# 中央 (仙台市)
中央（ちゅうおう）は、宮城県仙台市青葉区の町丁。郵便番号は980-0021（SS30とアエルを除く）。住民基本台帳に基づく人口は697人、世帯数は430世帯（2025年4月1日現在）。現行行政地名は中央一丁目から中央四丁目。全域で住居表示が実施されている。旧仙台市中央。かつては宮城野区にも中央一丁目が設置されていたが、2015年（平成27年）9月19日に廃止された。

## 地理
中央は北側を広瀬通りと元寺小路、西側を東二番丁通り、南側を北目町通、東側を交通の要衝であるJR仙台駅の駅舎および軌道敷等で囲まれるエリアである。JR仙台駅西口一帯であり「仙台駅前」と呼ばれる地域でもある。JR仙台駅の西口の空中ではペデストリアンデッキが網の目のように張り巡らせられている。地下ではJR仙石線のあおば通駅、仙台市地下鉄南北線および仙台市地下鉄東西線の仙台駅が交差し、その間を仙台駅東西地下自由通路を初めとする地下道が網の目のように繋ぐ、動線が立体的な街区である。また、青葉通りや広瀬通り、南町通、駅前通、愛宕上杉通などの大通りが縦横に走っている。
仙台市都心部の中心業務地区 (CBD) の一角を成し、高層ビルが建ち並ぶ。また、大型店が集積する仙台駅前商店街、専門店が並ぶアーケード街である中央通り（ハピナ名掛丁商店街、クリスロード商店街）、平日昼間に営業している市場型の商店街である仙台朝市などがあり、ここの西側に位置する一番町と並ぶ中心的な商業地区でもある。ビルの上層階や地下に飲食店も多い。

### 一丁目

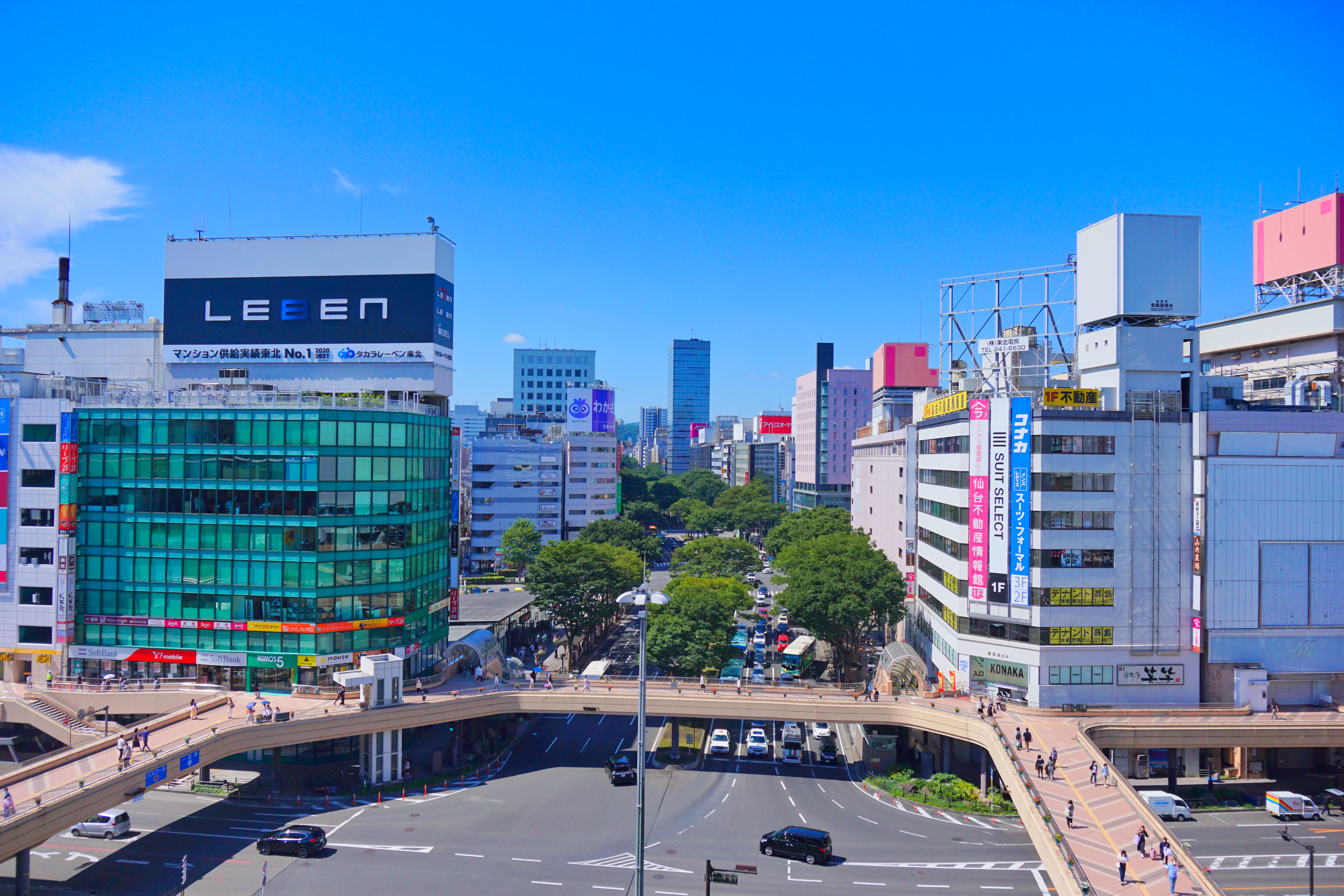
仙台駅前に当たる中央一丁目の様子。

北を広瀬通りおよび元寺小路、西を愛宕上杉通（日吉丁・東五番丁・清水小路）、南を新寺通（新北目町ガード）、東を概ねJR仙台駅の軌道敷で囲まれる街区にあたる。北東端には宮城野橋（X橋）が架かる。JR仙台駅東側の一部に中央一丁目がある。
この街区では高さ145メートルの高層ビルであるAER、雑貨店のロフトが入居する仙台駅前開発ビル、仙台パルコが入居する仙台マークワンなどが建つ。

### 二丁目

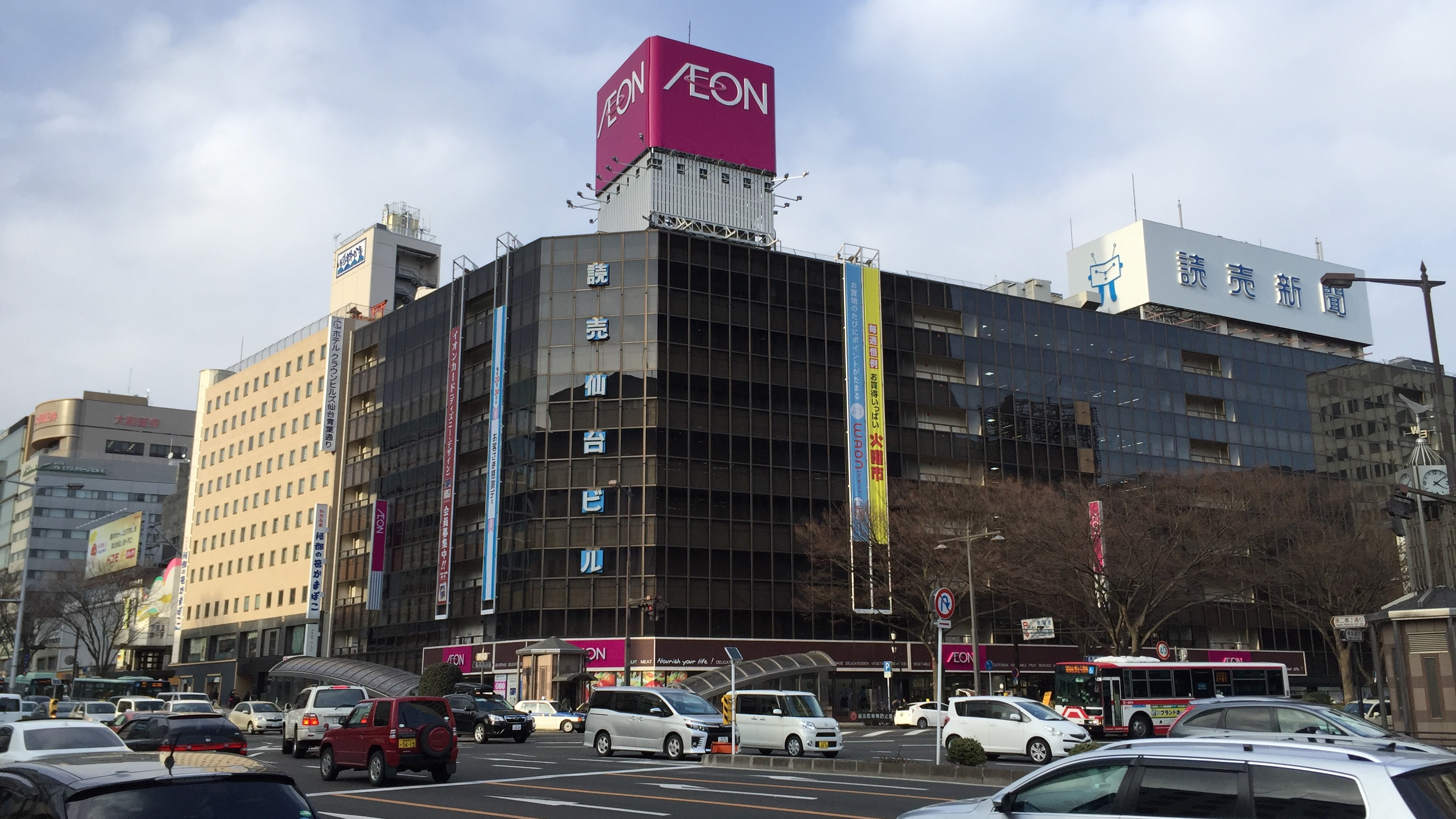
営業していた頃のイオン仙台店。

北を広瀬通り、西を東二番丁通り、南を青葉通り、東を愛宕上杉通（東五番丁）で囲まれる街区にあたる。
この街区には総合スーパーであるダイエー仙台店が1975年（昭和50年）に出店したが、これが2016年（平成28年）にイオン仙台店に変わった後、2025年（令和7年）に閉店した。

### 三丁目

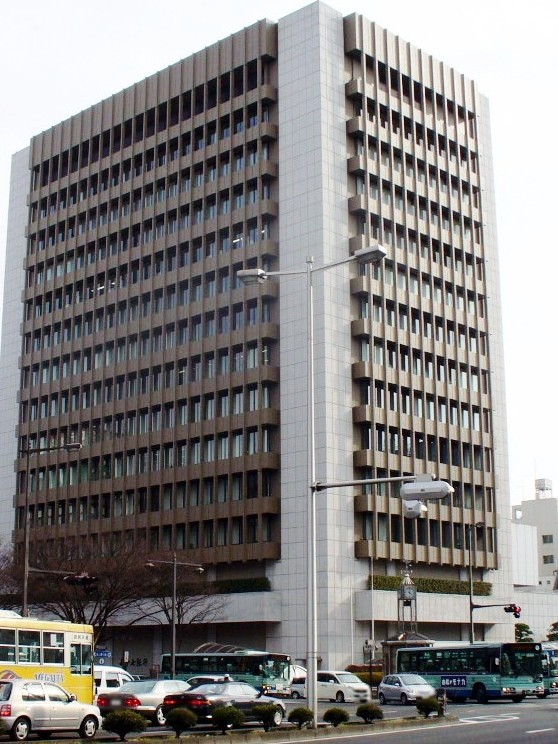
七十七銀行の本店。

北を青葉通り、西を東二番丁通り、南を仙台朝市の通り、東を愛宕上杉通り（東五番丁）で囲まれる街区にあたる。 
この街区には、七十七銀行本店、青葉通プラザ、日本ハリストス正教会東日本主教座聖堂である仙台ハリストス正教会が建つ。

### 四丁目

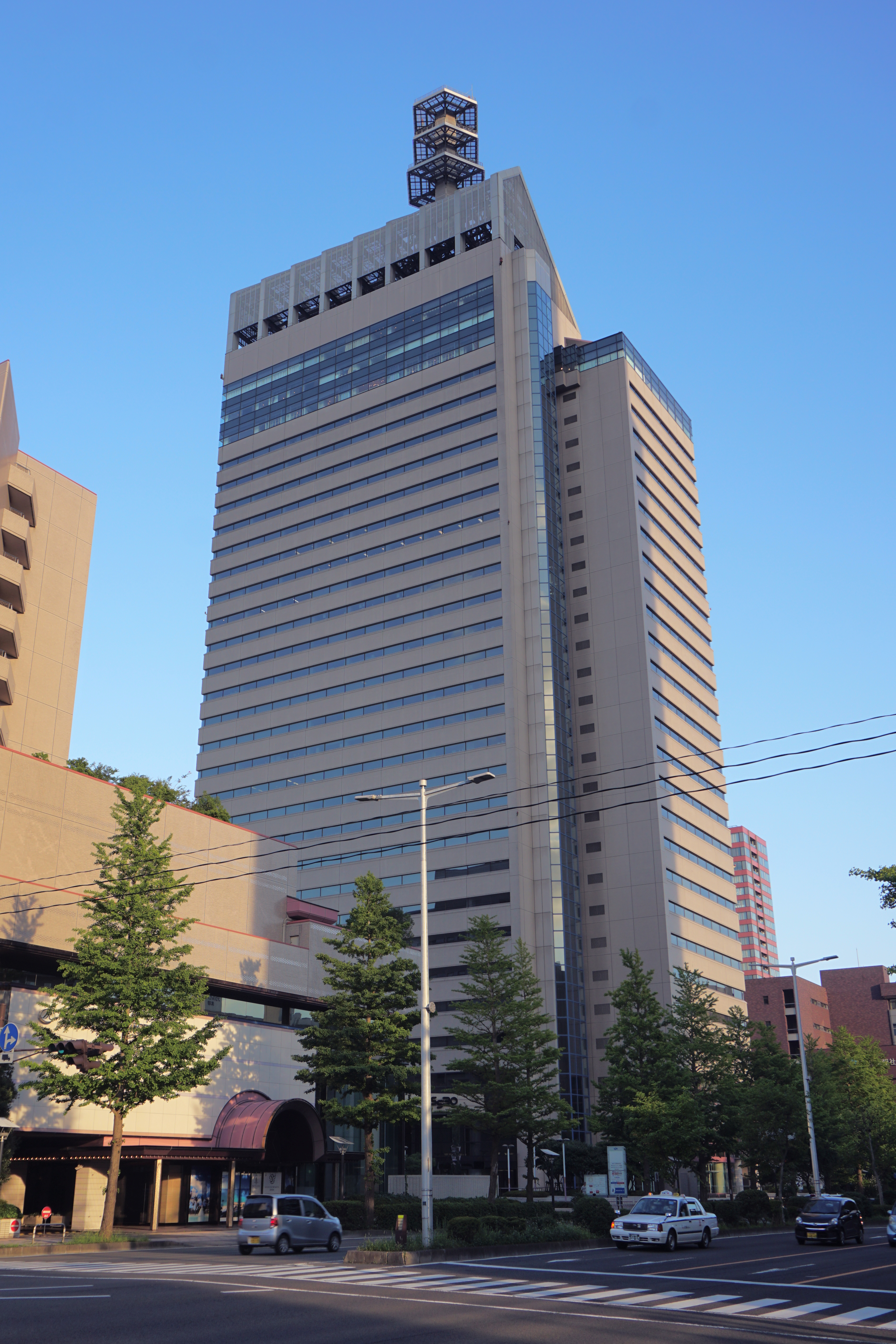
高層ビルのSS30。

北を仙台朝市の通り、西を東二番丁通り、南を北目町通、東を愛宕上杉通り（東五番丁）で囲まれる街区にあたる。南東端の交差点はかつての六道の辻である。
この街区にはイービーンズ、高層ビルであるSS30、仙台国際ホテル、イムス明理会仙台総合病院、ホテルモントレ仙台、アーバンネット仙台中央ビルなどが建つ。

## 歴史
1970年（昭和45年）2月1日、国鉄仙台駅の東側地域で住居表示が施行された。これにより「中央」が成立した。
2023年（令和5年）7月1日、宮城県暴力団排除条例に基づき暴力団排除特別強化地域に中央が指定された。

### 町界の変更
- 1970年（昭和45年）2月1日 - 国鉄仙台駅周辺に住居表示を施行して「中央」とする[9][10]。
- 1982年（昭和57年）- 清水小路（道路名）などに愛宕上杉通りとの愛称を命名するのに伴い、清水小路（旧町名）の一部を中央一丁目に編入[12]。
- 1988年（昭和63年）- 仙台駅東第一土地区画整理事業の進捗に伴って住居表示が導入された榴岡に、中央一丁目の仙台駅東口側（のちに仙台駅東口駅前広場が整備される区域）を編入[13]。
- 1989年（平成元年）4月1日 - 政令指定都市移行に伴い、仙台市青葉区中央および宮城野区中央となる。
- 2015年（平成27年）9月19日 - 仙台市仙台駅東第二土地区画整理事業に伴い町界が変更され、宮城野区中央一丁目が廃止される[6]。

## 世帯数と人口
2025年（令和7年）4月1日現在の世帯数と人口は以下の通りである。
| 丁目       | 世帯数  | 人口  |
| ---------- | ------- | ----- |
| 中央一丁目 | 17世帯  | 22人  |
| 中央二丁目 | 34世帯  | 68人  |
| 中央三丁目 | 38世帯  | 55人  |
| 中央四丁目 | 341世帯 | 552人 |
| 計         | 430世帯 | 697人 |

## 類似地名
仙台市内には、当地の他にも「中央」と名の付く地名がいくつかあるので混同注意。なお、泉中央と八乙女中央は、七北田川をはさんで接している。
- 青葉区荒巻中央
根白石街道[14]と梅田川との交差部付近。1978年（昭和53年）施行[15]。
- 泉区泉中央
仙台市地下鉄南北線・泉中央駅周辺。七北田川北岸（左岸）。奥州街道の下り第一宿駅・七北田宿の西側に造成された計画都市。施行年不明。
- 泉区八乙女中央
仙台市地下鉄南北線・八乙女駅周辺。七北田川南岸（右岸）。1999年（平成11年）7月5日施行[16][17]。
- 青葉区愛子中央（旧宮城町）
JR愛子駅周辺。作並街道（現国道48号）の下り第一宿駅・愛子宿があった辺り。2002年（平成14年）7月22日施行[18][17]。